# Brevolidia singularis
Brevolidia singularis är en insektsart som beskrevs av Nielson 1991. Brevolidia singularis ingår i släktet Brevolidia och familjen dvärgstritar. Inga underarter finns listade i Catalogue of Life.